# Поручик-Чунчево
Пору́чик-Чу́нчево (болг. Поручик Чунчево) — село в Добрицькій області Болгарії. Входить до складу общини Каварна.

## Населення
За даними перепису населення 2011 року у селі проживали 40 осіб, усі — болгари.
Розподіл населення за віком у 2011 році:
Динаміка населення: